# Dirty Linen
Dirty Linen é uma telenovela filipina produzida e exibida pela ABS-CBN de 23 de janeiro a 25 de agosto de 2023. É protagonizada por Janine Gutierrez, Zanjoe Marudo, Francine Diaz e Seth Fedelin.

## Enredo
Uma babá, um motorista e duas lavadeiras de uma família rica e aristocrática desaparecem misteriosamente, uma a uma, sem deixar vestígios. Anos depois, os respectivos familiares e entes queridos das quatro empregadas domésticas estão em busca de vingança contra a própria família proeminente. Para se vingar, eles se infiltram na casa sob diferentes identidades para expor seus segredos sujos. No entanto, um encontro com o filho mais velho da família no passado levará a obstáculos no caminho da trama de vingança.

## Elenco
Elenco principal
- Janine Gutierrez como Alexa Salvacion / Mila dela Cruz
  - Erika Clemente como jovem Alexa
- Zanjoe Marudo como Aidan Fiero
  - Enzo Pelojero como jovem Aidan[2]
- Francine Diaz como Chiara Fiero[3]
- Seth Fedelin como Nicolas "Nico" Sinag
- Tessie Tomas como Doña Cielo Flores-Fiero
- John Arcilla como Carlos Fiero
- Janice de Belen como Leona Roque-Fiero
- Angel Aquino como Feliz Fiero-Pavia
- Joel Torre como Rolando Sinag / Abe Matias
- Epy Quizon como Salvador "Ador" Pavia
- JC Santos como inspetor Lemuel Onore
- Christian Bables como Maximus "Max" Dionisio
  - JJ Quilantang como jovem Max
- Jennica Garcia como Lailani "Lala" Millado[4]
  - Althea Ruedas como la joven Lala
- Elisse Joson as Sophie Madrigales[5]
- Xyriel Manabat como Antonette "Tonet" F. Pavia
- Raven Rigor como Clint F. Pavia

Elenco de apoio
- Susan Africa como Pilar Onore
- Soliman Cruz como Alejandro Isidro
- Andrea Del Rosario como advogada Olga Arguelles
- Rubi Rubi como Precious Magtibay
- Tart Carlos como Marisol
- CJ Navato como Dennis
- Angelica Lao como Bella Pineda
- Lance Carr como Matt Villanueva
- Sean Tristan como Ace Santos
- Raphael Robes como Meneses
- Rans Rifol como Stella Baldomar
- Hazel Orencio como Marites
- Apey Obera como Glory
- Kert Montante como Larry
- Ping Medina como Hector Tantoco
- Ced Torrecarion como Vernon
- Bart Guingona como Silvio Madrigales

Elenco de convidados
- Dolly de Leon como Olivia de Mesa-Salvacion
- Ruby Ruiz como Lydia Millado
- Arnold Reyes como Diego Salvacion
- Liza Diño como Riza Manalo-Sinag
- Karl Medina como Noel Dionisio
- Kenneth Paul Cruz como capanga de Ador
- Weam Ahmed como policial
- JR Baring como policial

## Exibição
| País/Região      | Emissora          | Data de estréia       | Data de final        | Título      |
| ---------------- | ----------------- | --------------------- | -------------------- | ----------- |
| Filipinas        | Kapamilya Channel | 23 de janeiro de 2023 | 25 de agosto de 2023 | Dirty Linen |
| Filipinas        | A2Z               | 23 de janeiro de 2023 | 25 de agosto de 2023 | Dirty Linen |
| Filipinas        | TV5               | 23 de janeiro de 2023 | 25 de agosto de 2023 | Dirty Linen |
| Estados Unidos   | TFC               | janeiro de 2023       | agosto de 2023       | Dirty Linen |
| Canadá           | TFC               | janeiro de 2023       | agosto de 2023       | Dirty Linen |
| Japão            | TFC               | janeiro de 2023       | agosto de 2023       | Dirty Linen |
| Coreia do Sul    | TFC               | janeiro de 2023       | agosto de 2023       | Dirty Linen |
| Taiwan           | TFC               | janeiro de 2023       | agosto de 2023       | Dirty Linen |
| Hong Kong        | TFC               | janeiro de 2023       | agosto de 2023       | Dirty Linen |
| Malásia          | TFC               | janeiro de 2023       | agosto de 2023       | Dirty Linen |
| Indonésia        | TFC               | janeiro de 2023       | agosto de 2023       | Dirty Linen |
| Singapura        | TFC               | janeiro de 2023       | agosto de 2023       | Dirty Linen |
| Papua-Nova Guiné | TFC               | janeiro de 2023       | agosto de 2023       | Dirty Linen |
| Austrália        | TFC               | janeiro de 2023       | agosto de 2023       | Dirty Linen |
| Nova Zelândia    | TFC               | janeiro de 2023       | agosto de 2023       | Dirty Linen |
| Europa           | TFC               | janeiro de 2023       | agosto de 2023       | Dirty Linen |
| Médio Oriente    | TFC               | janeiro de 2023       | agosto de 2023       | Dirty Linen |